# Revelation (Man)
| Recensione              | Giudizio     |
| ----------------------- | ------------ |
| AllMusic                | [ 2 ]        |
| Sputnikmusic            | 4.3 (Superb) |
| Dizionario del Pop-Rock | [ 4 ]        |
| 24.000 dischi           | [ 5 ]        |

Revelation è il primo album del gruppo musicale britannico Man, pubblicato dall'etichetta discografica Pye Records nel gennaio del 1969.

## Il disco
Il disco che praticamente non ebbe successo nel Regno Unito, colse un discreto consenso in Germania e Francia con il singolo Erotica (censurato negli Stati Uniti), i brani furono registrati al The Langland Hotel di Swansea (Galles) ed al Pye Studios di Londra.

## Tracce

### LP 1969
Lato A (NSPL.18275-A)
1. And in the Beginning... – 3:20 (Roger Leonard)
2. Sudden Life – 4:05 (Roger Leonard, Clive John)
3. Empty Room – 3:30 (Clive John, Ray Williams)
4. Puella! Puella! (Woman! Woman!) – 3:25 (Mike Jones)
5. Love – 2:58 (Roger Leonard)
6. Erotica – 4:02 (Roger Leonard, Clive John, Mike Jones, Jeff Jones, Ray Williams)

Lato B (NSPL.18275-B)
1. Blind Man – 4:05 (Roger Leonard)
2. And Castles Rise in Children's Eyes – 3:21 (Mike Jones)
3. Don't Just Stand There (Come in Out of the Rain) – 4:10 (Mike Jones)
4. The Missing Pieces – 1:45 (Roger Leonard, Clive John, Martin Ace, Clive Reynolds)
5. The Future Hides It's Face – 5:50 (Roger Leonard)

- Durata brani (non accreditati sull'album originale, versione UK e Europea) ricavati dalle note su vinile dell'album pubblicato negli Stati Uniti dalla Philips Records (PHS-600-313)

### CD
Edizione CD del 2009, pubblicato dalla Esoteric Recordings Records (ECLEC 2127)
1. And in the Beginning... – 4:22 (Roger Leonard)
2. Sudden Life – 4:41 (Roger Leonard, Clive John)
3. Empty Room – 3:44 (Clive John, Ray Williams)
4. Puella! Puella! (Woman! Woman!) – 3:34 (Mike Jones)
5. Love – 2:52 (Roger Leonard)
6. Erotica – 4:10 (Roger Leonard, Clive John, Mike Jones, Jeff Jones, Ray Williams)
7. Blind Man – 4:18 (Roger Leonard)
8. And Castles Rise in Children's Eyes – 3:22 (Mike Jones)
9. Don't Just Stand There (Come in Out of the Rain) – 4:15 (Mike Jones)
10. The Missing Pieces – 1:56 (Roger Leonard, Clive John, Martin Ace, Clive Reynolds)
11. The Future Hides It's Face – 5:30 (Roger Leonard)
12. Erotica – 8:40 (Roger Leonard, Clive John, Mike Jones, Jeff Jones, Ray Williams) – Traccia bonus - First Version
13. Sudden Life – 4:12 (Roger Leonard, Clive John) – Traccia bonus - Mono Single Mix
14. Love – 2:53 (Roger Leonard) – Traccia bonus - Mono Single Mix
15. Erotica – 4:14 (Roger Leonard, Clive John, Mike Jones, Jeff Jones, Ray Williams) – Traccia bonus - Mono Single Mix

## Formazione
- Mike Jones - chitarra solista, voce
- Roger Deke Leonard - chitarra, armonica, pianoforte, percussioni, voce
- Clive John - chitarra, pianoforte, organo, voce
- Ray Williams - basso
- Jeff Jones - batteria, percussioni

Note aggiuntive
- John Schroeder – produttore, supervisione
- Registrazioni effettuate al The Langland Hotel di Swansea, Galles, Regno Unito e al Pye Studios di Londra
- Alan Florence – ingegnere delle registrazioni
- Malcolm Eade – effetti sonori
- Pye Records Studios – art direction copertina album originale[6]